# نانتونغ
نانتونغ (بالصينية: 南通市 )‏ هي مدينة على مستوى محافظة، في جمهورية الصين الشعبية، تتبع جيانغسو، بلغ عدد سكانها 7,282,835 نسمة، تبلغ مساحتها 8,001 كيلومتر مربع، رمزها البريدي هو 226000.

## الموقع
تشترك في الحدود مع:
- سوجو.

## مدن توأم
المدن التوأم:
- ترويسدورف
- سوانزي
- تويوهاشي، آيتشي
- جيرسي سيتي
- غيمجي
- تشيفيتافيكيا
- ريموسكي، كيبك.

## التقسيمات الإدارية
- Chongchuan, Nantong [الإنجليزية]‏
- Gangzha District [الإنجليزية]‏
- Tongzhou, Nantong [الإنجليزية]‏
- Hai'an [الإنجليزية]‏
- مقاطعة رودونغ  [لغات أخرى]‏
- تشيدونغ
- Rugao [الإنجليزية]‏
- هيمن  [لغات أخرى]‏.

## أعلام
- تشنغ شو
- ليو وي
- ما جين
- تشن رولين
- تشانغ وي